# Сергей Алейников
Сергей Алейников (на беларуски: Сяргей Алейнікаў) е съветски и беларуски футболист и треньор. Най-известен като полузащитник на Динамо (Минск), Ювентус и националния отбор на Съветския съюз. Има 73 мача за „червената армия“, 4 мача за националния отбор на ОНД и 4 мача за селекцията на Беларус.
От 2024 г. е спортен директор на Локомотив (Пловдив).

## Футболна кариера
Започва да играе в 5-а Детско-юношеска школа в Минск. Като студент играе за тима на Буравестник и печели Купата на Беларуска ССР в студентския шампионат. През 1981 г. е привлечен в Динамо (Минск). През 1982 г. става титулярен футболист и е с основен принос за единствената в историята на Динамо титла на СССР. През 1983 г. Динамо печели бронзовите медали. Същата година записва 3 мача за олимпийския отбор на СССР и вкарва гол в дебюта си срещу Гърция.
На 28 юни 1984 г. дебютира за първия тим на СССР в двубой с ФРГ, загубен с 1:2. През 1986 г. е част от състава на Световното първенство в Мексико. Алейников играе във всички мачове от груповата фаза, като вкарва гол в мача с Унгария. Сергей е титуляр и в загубения от Белгия с 3:4 1/8-финал. С идването на Валерий Лобановский начело на „червената армия“, Алейников е един от малкото титулярни футболисти на тима, който не играе в
Динамо Киев. През 1988 г. Сергей става европейски вицешампион в състава на СССР, като момчетата на Лобановский губят финала от Холандия с 0:2. В турнира Алейников вкарва гол в мача с Англия от груповата фаза.
През лятото на 1989 г. интерес към него проявява Дженоа, но Ювентус подписва с халфа, плащайки на Динамо (Минск) 2,85 млн. долара, клубен автобус и екипировка. „Бианконерите“ привличат Алейников, за да помогне на сънародника си Олександър Заваров да се адаптира към италианския футбол. Юве завършва на 4-то място в Серия А и печели Купата на Италия и Купата на УЕФА. Във всички турнири Алейников изиграва 50 мача и вкарва 3 гола.
През 1990 г. е част от сборния отбор на света в юбилейния мач, посветен на 50-годишнината на Пеле.
Преди началото на сезон 1990/91 треньорът на Ювентус Дино Дзоф напуска. Новият треньор Луиджи Майфреди заявява, че няма да разчита на съветските легионери и Алейников преминава в Лече. Тимът обаче завършва едва 15-и в шампионата и изпада. Сергей отиграва и втория сезон от договора си в клуба в Серия Б. През 1992 г. играе на европейското първенство в тима на ОНД, който отпада в групите.
След изтичането на контракта с Лече, според италианското законодателство, клубът държи правата на играча още 2 години. Италианците поставят трансферна цена от 1 милион долара на Сергей. Така до юни 1993 г. Алейников остава без игрова практика.
През лятото на 1993 г. става част от Гамба Осака в новосформираната Джей Лига. В Япония е съотборник с бившите съветски национали Олег Протасов и Ахрик Цвейба. Благодарение на добрите си изяви, Алейников е повикан в националния тим на Беларус, за който изиграва 4 мача. През 1996 г. се завръща в Европа в шведския Одеволд. Завършва кариерата си през 1998 г. в долните дивизии на Италия.
През 2004 г. е избран за играч на 50-летието в Беларус, за което получава Юбилейна награда на УЕФА.

## Треньорска кариера
През сезон 1998/99 е играещ треньор на Анани Фонтана. През сезон 2000/01 води Понтедера в Серия Д. През 2003 г. поема тима на Торпедо-Металург в Премиер-лигата на Русия. След 8 кръга, в които тимът печели едва 3 точки, Алейников е уволнен. След това няколко месеца води ФК Видное. От 2003 до 2005 г. е треньор в академията на Лече, а през сезон 2006/07 – юношески треньор в Ювентус. Сергей е на два пъти треньор на аматьорския ФК Крас – 2007/08 и 2011/12.

## Успехи
- Шампион на СССР – 1982
- Купа на Италия – 1990
- Купа на УЕФА – 1990
- Футболист на годината в Беларус – 1984, 1986, 1988
- Заслужил майстор на спорта на СССР – 1988
- Футболист на 50-летитето в Беларус – 2004

## Статистика
| Клубна кариера | Клубна кариера  | Клубна кариера      | Лига      | Лига      | Купа               | Купа               | Купа на Лигата      | Купа на Лигата      | Общо   | Общо   |
| Сезон          | Клуб            | Дивизия             | Мачове    | Голове    | Мачове             | Голове             | Мачове              | Голове              | Мачове | Голове |
| СССР           | СССР            | СССР                | Шампионат | Шампионат | Купа               | Купа               | Купа на Федерацията | Купа на Федерацията | Общо   | Общо   |
| -------------- | --------------- | ------------------- | --------- | --------- | ------------------ | ------------------ | ------------------- | ------------------- | ------ | ------ |
| 1981           | Динамо (Минск)  | Съветска Висша лига | 14        | 0         |                    |                    |                     |                     | 14     | 0      |
| 1982           | Динамо (Минск)  | Съветска Висша лига | 21        | 8         |                    |                    |                     |                     | 21     | 8      |
| 1983           | Динамо (Минск)  | Съветска Висша лига | 29        | 2         |                    |                    |                     |                     | 29     | 2      |
| 1984           | Динамо (Минск)  | Съветска Висша лига | 31        | 3         |                    |                    |                     |                     | 31     | 3      |
| 1985           | Динамо (Минск)  | Съветска Висша лига | 32        | 5         |                    |                    |                     |                     | 32     | 5      |
| 1986           | Динамо (Минск)  | Съветска Висша лига | 21        | 6         |                    |                    |                     |                     | 21     | 6      |
| 1987           | Динамо (Минск)  | Съветска Висша лига | 28        | 2         |                    |                    |                     |                     | 28     | 2      |
| 1988           | Динамо (Минск)  | Съветска Висша лига | 28        | 3         |                    |                    |                     |                     | 28     | 3      |
| 1989           | Динамо (Минск)  | Съветска Висша лига | 16        | 2         |                    |                    |                     |                     | 16     | 2      |
| Италия         | Италия          | Италия              | Лига      | Лига      | Купа               | Купа               | Купа на Лигата      | Купа на Лигата      | Общо   | Общо   |
| 1989/90        | Ювентус         | Серия А             | 30        | 3         |                    |                    |                     |                     | 30     | 3      |
| 1990/91        | Лече            | Серия А             | 29        | 0         |                    |                    |                     |                     | 29     | 0      |
| 1991/92        | Лече            | Серия Б             | 30        | 2         |                    |                    |                     |                     | 30     | 2      |
| Япония         | Япония          | Япония              | Лига      | Лига      | Купа на Императора | Купа на Императора | Купа на Лигата      | Купа на Лигата      | Общо   | Общо   |
| 1993           | Гамба Осака     | Джей Лига           | 15        | 0         | 2                  | 1                  | 5                   | 1                   | 22     | 2      |
| 1994           | Гамба Осака     | Джей Лига           | 32        | 6         | 0                  | 0                  | 3                   | 1                   | 35     | 7      |
| 1995           | Гамба Осака     | Джей Лига           | 36        | 8         | 4                  | 1                  | -                   | -                   | 40     | 9      |
| 1996           | Гамба Осака     | Джей Лига           | 0         | 0         | 0                  | 0                  | 0                   | 0                   | 0      | 0      |
| Шведия         | Шведия          | Шведия              | Лига      | Лига      | Купа               | Купа               | Купа на Лигата      | Купа на Лигата      | Общо   | Общо   |
| 1996           | Одеволд         | Алсвенскан          | 5         | 0         |                    |                    |                     |                     | 5      | 0      |
| Италия         | Италия          | Италия              | Лига      | Лига      | Купа               | Купа               | Купа на Лигата      | Купа на Лигата      | Общо   | Общо   |
| 1997/98        | Корилиано Калчо | Серия Д             | 9         | 1         |                    |                    |                     |                     | 9      | 1      |
| 1998/99        | Анани Фонтана   | Серия Д             | 0         | 0         |                    |                    |                     |                     | 0      | 0      |
| Държава        | СССР            | СССР                | 220       | 31        |                    |                    |                     |                     | 220    | 31     |
| Държава        | Италия          | Италия              | 98        | 6         |                    |                    |                     |                     | 98     | 6      |
| Държава        | Япония          | Япония              | 83        | 14        | 6                  | 2                  | 8                   | 2                   | 97     | 18     |
| Държава        | Швеция          | Швеция              | 5         | 0         |                    |                    |                     |                     | 5      | 0      |
| Общо           | Общо            | Общо                | 406       | 51        | 6                  | 2                  | 8                   | 2                   | 420    | 55     |